# Ute syconoides
Ute syconoides är en svampdjursart som först beskrevs av Carter 1886.  Ute syconoides ingår i släktet Ute och familjen Grantiidae.
Artens utbredningsområde är Sydaustralien. Inga underarter finns listade i Catalogue of Life.